# Protomyctophum choriodon
Protomyctophum choriodon és una espècie de peix de la família dels mictòfids i de l'ordre dels mictofiformes.

## Morfologia
- Els mascles poden assolir 9,5 cm de longitud total.[1][2]

## Alimentació
Sembla que es nodreix de Champsocephalus gunnari.

## Depredadors
A les Illes Malvines és depredat per Lampris immaculatus, a l'Antàrtida per Eudyptes chrysolophus i Pygoscelis papua, a les Illes del Príncep Eduard per Arctocephalus gazella i Arctocephalus tropicalis, i a les Illes Crozet per Aptenodytes patagonicus.

## Hàbitat
És un peix marí i d'aigües profundes.

## Distribució geogràfica
Es troba a tots els oceans entre 36°S i 51°S.